# Hebi

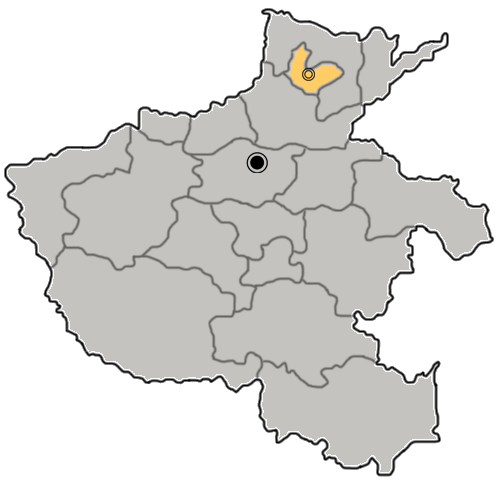
Lage Hebis in Henan

Hebi (chinesisch 鶴壁市 / 鹤壁市, Pinyin Hèbì Shì) ist eine bezirksfreie Stadt in der Provinz Henan der Volksrepublik China. Hebi hat eine Fläche von 2.137 km² und 1.565.973 Einwohner (Stand: Zensus 2020). Die Stadt liegt in gebirgiger Umgebung. In Hebi wird Putonghua gesprochen.
Hebi ist der Sitz eines katholischen Bischofs.

## Administrative Gliederung
Auf Kreisebene setzt sich Hebi aus drei Stadtbezirken und zwei Kreisen zusammen. Diese sind (Stand: Ende 2018):
- Stadtbezirk Qibin (淇滨区), 274 km², 295.000 Einwohner, Zentrum, Sitz der Stadtregierung;
- Stadtbezirk Shancheng (山城区), 138 km², 242.800 Einwohner;
- Stadtbezirk Heshan (鹤山区), 131 km², 129.800 Einwohner;
- Kreis Xun (浚县), 1.021 km², 680.700 Einwohner, Hauptort: Großgemeinde Chengguan (城关镇);
- Kreis Qi (淇县), 573 km², 279.000 Einwohner, Hauptort: Großgemeinde Chaoge (朝歌镇).